# Placoconus
Placoconus ist eine Gattung parasitischer Hakenwürmer mit 22 Arten. Die Vertreter kommen bei Waschbären, Bären und Mardern in Nord- und Südamerika vor.

## Merkmale
Charakteristisch für die Gattung ist die fünf miteinander verbundenen Platten bestehende Mundkapsel. In ihrem Dach liegt eine mediane Mundleiste (engl. dorsal gutter) zur Leitung der Verdauungsenzyme, welche die Öffnung der dorsalen Ösophagusdrüse enthält. Die Schneidplatten in der Mundöffnung sind gering entwickelt.

## Systematik
Die Gattung wird von Hodda (2022) in die Tribus Ancylostomatini und hier in die Untertribus Arthrocephalinii eingeordnet. Die Gattung wurde von Gloria A. Webster für die Auslagerung von Placoconus lotoris aus der Gattung Arthrocephalus eingeführt.